# Esther Regina
Esther Regina o Esther Regina Diaz Soto (Sitges) és una actriu, guionista, filòloga i traductora espanyola.

## Biografia
Actriu espanyola de cinema, teatre i televisió. Finalista en els Premis de la Unión de Actores y Actrices com a protagonista d' Ispansi (¡Españoles!), de Carlos Iglesias, amb qui també va treballar a « Un franco, 14 pesetas » i en la seqüela 2 francos, 40 pesetas.
Va fer estudis d'Art Dramàtic en Bèlgica; va desenvolupar la seva activitat com a actriu en el Teatre Espanyol de Brussel·les, del qual és membre fundador al costat de Pollux Hernúñez, el seu director.
La seva formació i experiència en diferents països li han permès interpretar papers en castellà, francès, alemany, italià i anglès. Des del seu retorn a Espanya ha treballat per als directors Carlos Iglesias, Sigfrid Monleón, Lucas Fernández, Manuel Estudillo i Germinal_Roaux, i ha destacat la seva presència en nombroses sèries televisives, com Luna, el misterio de Calenda, al costat de Belén Rueda.
És a més Llicenciada en Filologia Francesa per la Universitat Complutense de Madrid; va completar estudis a les Universitats de Metz (França) i Saarbrücken (Alemanya) on també va exercir la docència; paral·lelament a l'ofici d'actriu va treballar com a traductora de la Unió Europea a Luxemburg i Bèlgica.

## Filmografia
- 2 francos, 40 pesetas -Puri; -Carlos Iglesias
- Ispansi (¡Españoles!) -Paula (Protagonista) -Carlos Iglesias[8]
- Un franco, 14 pesetas -Professora; -Carlos Iglesias
- El cónsul de Sodoma -Conchita -Sigfrid Monleón
- Óscar. Una pasión surrealista -Ginette -Lucas Fernández
- "Retal", curtmetratge -Claudia -Pablo Maeso
- "Así es mejor", curtmetratge -Madre -José da Vimar-Lolo Martín
- "Cinco minutos", curtmetratge -Profesora -Azucena Alonso
- "Cuore Matto", curtmetratge -Luna

## Televisió
- Águila Roja
- La memoria del agua– Paula de Montemayor – BRB Internacional, TVE
- Gran Hotel – Bambú producciones
- Luna, el misterio de Calenda -Isabel Duque. -Globomedia
- Hospital Central -Telma -Videomedia
- Mi gemela es hija única -Asunción, profesora Universidad -Grundy
- Los exitosos Pells -Helena -ZeppelinTV-Cuatro
- Bevilacqua -Claudia -Mundoficción-TVE
- A ver si llego -Inspectora de Sanidad -Alba Adriática
- Yo soy Bea, 3 episodis -Psicóloga del juzgado -Grundy Producciones
- Planta 25, 5 episodis -Doctora Estremera -Alba Adriática
- El síndrome de Ulises -Pacient -Zeta Audiovisual
- Cuenta atrás -Hostessa avió -Globomedia
- Amar en tiempos revueltos -Empleada orfanat -Diagonal TV
- La que se avecina -Infermera -Alba Adriática
- Mis adorables vecinos -Hostessa. -Globomedia
- Manos a la obra -ATS -Grupo Drive
- Accidentes caseros -Esposa -Icono TV

## Teatre
- Repertorio Clásico -Teatro Español de Bruselas. -Dir. Pollux Hernúñez
- Mari Puri y Andrajosa -Dir. José Ángel Capelo
- Quella donna -Azucena Álvarez
- Mutatis Mutandis -Festival de Teatro de Ávila -Dir. José Ángel Capelo

## Premis i nominacions
Premis de la Unión de Actores
| Any  | Categoria               | Obra    | Resultat |
| ---- | ----------------------- | ------- | -------- |
| 2010 | Millor actriu revelació | Ispansi | Nominada |